# صبيخان
 صبيخان مدينة سورية في منطقة الميادين تابعة للمحافظة دير الزور ،تقع على الضفه اليمنى للنهر الفرات تقع بين مدينتي الميادين والبوكمال ،تبعد عن مدينة الميادين حوالي 27،كم.